# 岡宮道生
岡宮 道生（おかみや みちお、1964年6月6日 - ）は、日本のゲームプロデューサー、作曲家。合同会社EXNOA（DMM GAMES）開発支援部に所属。
スクウェア・エニックス、AQインタラクティブの元社員で植松伸夫率いるEARTHBOUND PAPAS（旧THE BLACK MAGES）のメンバー（通称：ミッチー）でもあり、ギターを担当している。

## 来歴
静岡県熱海市出身、明治大学政経学部卒業。スクウェアへ入社後は宣伝部に所属し『ファイナルファンタジーXII』宣伝プロデューサーなどとして活動などをしていた。『FFXII』発売時では、イベント時にアンジェラ・アキの横にいた。
集英社のゲーム情報誌「Vジャンプ」の読者には『ロマンシング サ・ガ2』や『ロマンシング サ・ガ3』の特集ページに登場した謎のキャラ「ジェラール岡宮」（イラスト・石塚裕子）としても知られる（ジェラールは『ロマンシングサ・ガ2』に出てくる登場人物）。
2006年3月末をもってスクウェア・エニックスを退社し、AQインタラクティブ（現：マーベラス）へ入社、執行役員兼宣伝企画部門担当兼宣伝企画部長に就き、ニンテンドーDS用ソフト『KORG DS-10』をプロデュースしたが、2010年に退社。
2010年に光田康典、佐野信義とともに株式会社DETUNEを設立。同社の代表取締役社長を務め、株式会社KORGとの共同開発であるKORG iMS-20、KORG M-01をリリースする。
DETUNE社長を退任した後にDMM.comへ移籍し、スクウェア時代の同僚で当時角川ゲームス開発本部長であった田中謙介と共同で2013年4月にブラウザゲーム『艦隊これくしょん -艦これ-』を立ち上げ、エグゼクティブプロデューサーおよび作曲家として開発に参加した。以降、社内カンパニーとして発足したPOWERCHODE STUDIO（パワーコードスタジオ）の責任者として『俺タワー -Over Legend Endless Tower-』や『しんけん!!』『ユバの徽』などをプロデュースする。
POWERCHODE STUDIOは2018年に合同会社DMM GAMES（現：EXNOA）が分社されたのに前後して活動を停止、引き続き同社の開発支援部に在籍するものの『艦これ』関係での活動は2019年以降にクレジットされなくなっている。
2023年10月、岩手県一関市とDMMグループの協業により同市の地域活性化起業人へ就任した。

## 音楽分野での活動歴
- 2003年2月 -THE BLACK MAGES結成。同時にアルバム「THE BLACK MAGES」を発売。
- 2004年12月 -「THE BLACK MAGES II〜The Skies Above〜」を発売。
- 2005年5月-MORE FRIENDS music from FINAL FANTASY - FFオーケストラコンサート
- 2006年2月-VOICES music from FINAL FANTASY - パシフィコ横浜 国立大ホールでのFFオーケストラコンサートツアー
- 2007年7月 - ゲーム音楽ライブイベントEXTRAに出演、4曲演奏を行う。
- 2007年9月17日 -PRESS START 2007 -SYMPHONY OF GAMES-（パシフィコ横浜のみ出演）
- 2008年3月 -THE BLACK MAGES III Darkness and Starlight発売。

- 2011年3月、THE BLACK MAGESから引き続きEARTHBOUND PAPASに参加。同時にアルバム OCTAVE THEORY発売。
- 2013年9月 DANCING DAD発売。

## ディスコグラフィー
以下はかかわっているものを記載をする。

### アルバム
- THE BLACK MAGES
- THE BLACK MAGES II 〜The Skies Above〜
- 2006年2月-MORE FRIENDS music from FINAL FANTASY - FFオーケストラコンサート
- 半熟英雄 対 3D オリジナル・サウンドトラック
- 「世界樹の迷宮」スーパー・アレンジ・バージョン
- THE BLACK MAGES III Darkness and Starlight
- OCTAVE THEORY
- DANCING DAD
- アンチェインブレイズ エクシヴオリジナル・サウンドトラック
- フェアリーフェンサー エフオリジナル・サウンドトラック
- ファンタジーライフオリジナル・サウンドトラック

### DVD映像作品
- VOICES music from FINAL FANTASY - FFオーケストラコンサート、THE BLACK MAGESによるライブ（DVD映像による作品）

再臨：片翼の天使を演奏。

## ライブ・公演
以下には直接関わっているものを記載する。

### ライブ・コンサート
- THE BLACK MAGESアルバム発売記念ライブ(2003.2)
- THE BLACK MAGES II LIVE “The Skies Above”(2005.1)
- MORE FRIENDS music from FINAL FANTASY - FFオーケストラコンサート、THE BLACK MAGESによるライブ(2005.5)
- VOICES music from FINAL FANTASY - パシフィコ横浜 国立大ホールでのFFオーケストラコンサートツアー、

アンコールでのTHE BLACK MAGESによるライブ＜再臨：片翼の天使（FINAL FANTASY VII アドベントチルドレン）を2回＞(2006.2.18)
- 2007年7月 - ゲーム音楽ライブイベントEXTRAにTHE BLACK MAGESのメンバーとして出演。
- PRESS START 2007 -SYMPHONY OF GAMES-（2007年9月17日(月・祝)　パシフィコ横浜のみ出演）
- 2008年8月9日 - 『THE BLACK MAGES III Darkness and Starlight LIVE』、横浜BLITZにて開催。
- 2008年10月13日 - EXTRA - HYPER GAME MUSIC EVENT 2008に、佐野信義、光田康典とトリオ・ザ・DS-10として参加。

### 舞台・演劇
- Pures 「終わらない僕たちの夜〜The spring time of life〜」（2006年）
  - 作曲を伊藤賢治、下村陽子、谷岡久美らと共に担当している。脚本は時田貴司。
- R:MIX 「魔王降臨」（2006年）
  - ゲーム『ライブ・ア・ライブ』の中世編を原作とした演劇作品。時田貴司&町田誠也作。音楽には伊藤賢治らも参加している。